# The Zen Diaries of Garry Shandling
The Zen Diaries of Garry Shandling er en dokumentarfilm om  komikeren Garry Shandling fra USA.
Filmen indeholder interviews med Sacha Baron Cohen, James L. Brooks, Jim Carrey, Dave Coulier, Jon Favreau, Jay Leno, Kevin Nealon, Conan O'Brien, Bob Saget, Jerry Seinfeld, Sarah Silverman m.m.

## Medvirkende
- Garry Shandling – Sig selv
- Judd Apatow – Sig selv